# دايانارا توريس
دايانارا توريس ديلغادو (ولدت في 28 أكتوبر 1974) ممثلة مغنية، عارضة أزياء، كاتبة بورتوريكية، وحاملة لقب ملكة جمال بعدما توجت ملكة جمال الكون 1993. أثناء وبعد حكمها كملكة جمال الكون، أصبحت سفيرة لليونيسف، حيث سافرت عبر آسيا وأمريكا اللاتينية لدعم المنظمة. أنشأت مؤسسة دايانارا توريس التي قدمت منحًا للطلاب الفقراء في بورتوريكو والفلبين. في عام 1994 ، ذهبت إلى مدينة مانيلا لتتويج ملكة جمال الكون الجديدة وخلال الحفل، غنت «عالم جديد بالكامل» كثنائي مع بيبو برايسون.
أعلنت توريس على وسائل التواصل الاجتماعي الرسمية في 4 فبراير 2019 ، أنها مصابة بسرطان الجلد.
قبل ذلك، أعلنت دايانارا أن سرطانها لم ينتشر إلى أجزاء أخرى من جسدها، نقلت هذا إلى حسابها الرسمي في إنستغرام، حيث حملت مقطع فيديو وتعليقًا عليه،
| دايانارا توريس | "أنا سعيدة جدًا لإعطائكم بعض الأخبار الجيدة. اختبارات الأسبوع الماضي تبين أن سرطان لدي لم ينتشر ولم يصل إلى أي من أعضائي !!! غدا ، سأبدأ أول علاج إشعاعي. قد أكون ضعيفةً بعض الشيء وبعض آلام العضلات ، لكنني أسألكم. استمر في الصلاة ، استمر في صلاتي. أنا ممتنة لكم جميعًا إلى الأبد وللجبال التي تكونون جميعًا قادرين على نقلها إليّ ، من كل قلبي وروحي. شكرا!" | دايانارا توريس |

## روابط خارجية
- دايانارا توريس على موقع IMDb (الإنجليزية)
- دايانارا توريس على موقع ألو سيني (الفرنسية)
- دايانارا توريس على موقع ميوزك برينز (الإنجليزية)
- دايانارا توريس على موقع أول موفي (الإنجليزية)
- دايانارا توريس على موقع إن إن دي بي (الإنجليزية)
- دايانارا توريس على موقع قاعدة بيانات الفيلم (الإنجليزية)
- دايانارا توريس على موقع كينوبويسك (الروسية)
- Dayanara Torres interview on UPN-MyNetworkTV drama Watch Over Me
- Dayanara's own forum in Univision Network